# White Alice Communications System

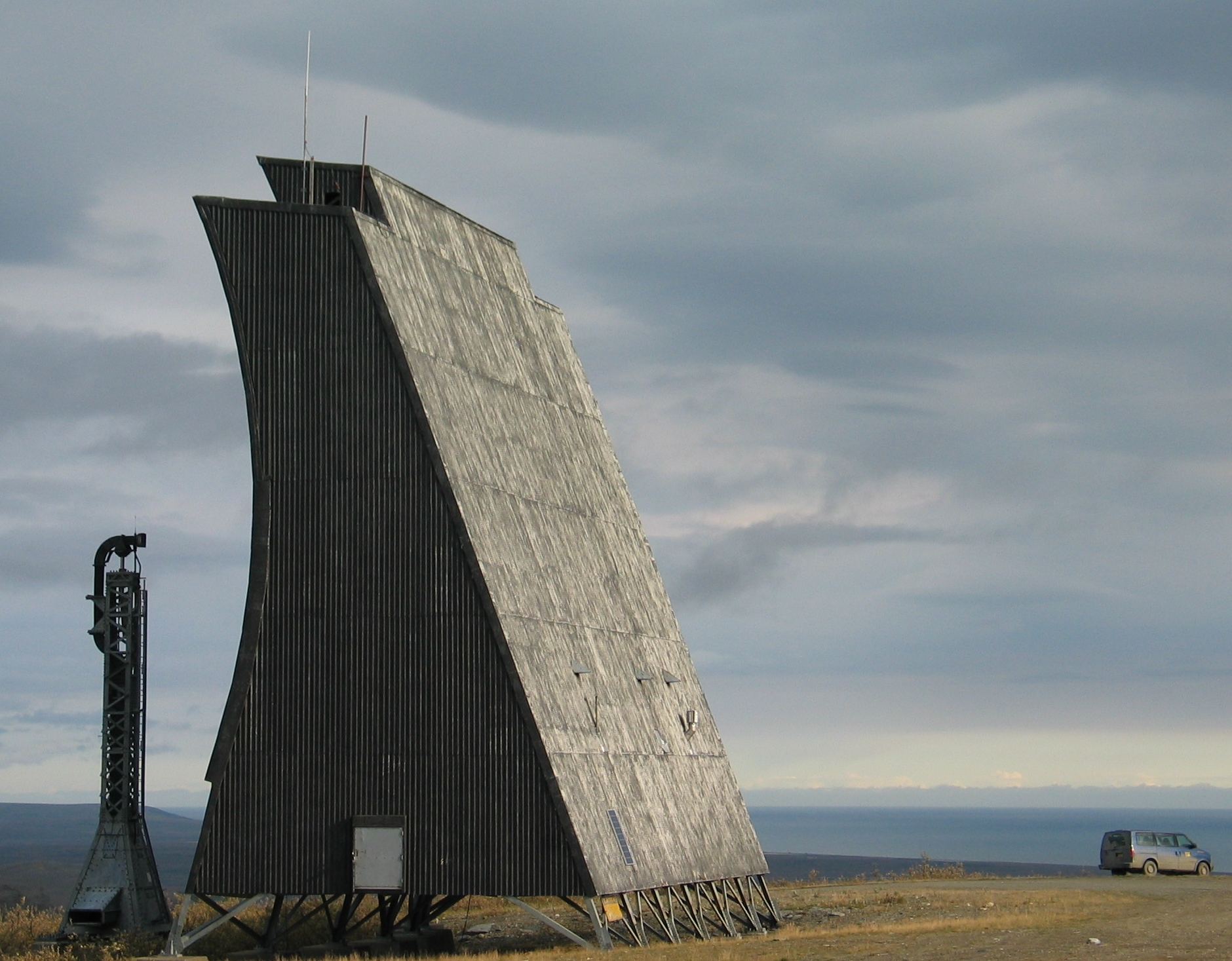
Station Nome mit Hornstrahler und Parabolantenne, ganz rechts ein Van als Größenvergleich

Das White Alice Communications System (WACS) war ein Troposcatter- und Richtfunk-Kommunikationssystem der United States Air Force in Alaska.
Das System wurde 1958 in Betrieb genommen und wurde Ende der 1970er Jahre durch Satellitenkommunikation ersetzt. Der Betrieb der letzten WACS-Funkstation wurde Mitte der 1980er Jahre eingestellt.